# フェレロ
フェレロ（Ferrero S.p.A）は、イタリアの食品会社。チョコレートを中心とする菓子類、「ヌテラ」などのファットスプレッド、清涼飲料などを手がけ、世界各国で事業を展開する多国籍企業である。
1946年、イタリア北部ピエモンテ州のアルバで創業した。販売上の本社機能はトリノ近郊のピーノ・トリネーゼに移転したが、生産の拠点ならびに登記上の本社はアルバにある。所有関係の上では、ルクセンブルクに本社を置くフェレロ・インターナショナルの100%子会社となっている。

## 歴史
1946年、菓子職人ピエトロ・フェレロ (Pietro Ferrero) は、ヘーゼルナッツとココアパウダーを混ぜたパン用のクリームを作り、Pasta Giandujaとして売り出した。それからしてフェレロはそのクリームの製造・販売を行うための新しい会社を設立した。
1964年にはチョコレートベースのファットスプレッドとしてヌテラを発売。これと似たような製品は世界中で有名になっている。
また、フェレロはキンダーサプライズ（別名キンダーエッグ）、 Fiesta Ferrero、キンダー・チョコレートバー、キンダー・ハッピー・ヒッポ、キンダー・マキシ、Kinder Délice、Kinder Buenoといったキンダーシリーズも売り出している。
1974年には紅茶飲料の「Estathé（エスタテ）」を発売。ブランド名はイタリア語で「夏」を意味する「estate」と「紅茶」を意味する「thé」を合成した造語となっている。一時、同社は「Estathé」ブランドで自転車レースのジロ・デ・イタリアのメインスポンサーを務めていた。
2011年、フェレロは冷凍食品"Gran Soleil"の製造を開始した。この商品は常温保存が可能だが、振って一晩冷凍庫で寝かせるとシャーベットとして食べられるもので、その年の3月に発明の賞を受け取った。

### M&A
ネスレのアメリカ合衆国の製菓部門、ウェルズ・エンタープライズ（en:Wells Enterprises）を買収した。

## 主な商品
- チョコレート
  - ヌテラ
  - フェレロ・ロシェ
  - Pocket Coffee
  - Mon Chéri
  - Ferrero Giotto
  - Ferrero Rondnoir
フェレロ・ロシェのダークチョコレート版。ヘーゼルナッツの代わりに真珠型のダークチョコレートが、ヌテラではなく通常のチョコレートにくるまれており、砕かれたヘーゼルナッツの代わりに砕いたチョコレートが使用されている。
  - キンダーシリーズ
    - キンダーサプライズ
    - キンダー・マキシ
    - キンダー・チョコレートバー
    - キンダー・ハッピー・ヒッポ
    - Kinder Bueno

  - en:Hanuta

ヘーゼルナッツ入りチョコレートのウェハース。
- ココナツクリームキャンディ
  - Confetteria Raffaello
フェレロ・ロシェのココナツ版。ミルククリームにくるまれたアーモンドに細かなココナッツが振り掛けられたものである。
  - ガーデン・ココ
- ミントタブレット
  - tic tac（イタリア語版）
- 清涼飲料
  - Estathé
前述した通り紅茶ベースの飲料だが、実際に販売されている製品はレモンや桃などの果汁がブレンドされたもの。同社のヌテラ等とセットになったパッケージも有る。
- 冷凍食品
  - Gran Soleil

RocherとRondnoirとココナツ版であるガーデン・ココの3つはThe Ferrero Prestige collectionとして売り出されている。

## ギャラリー

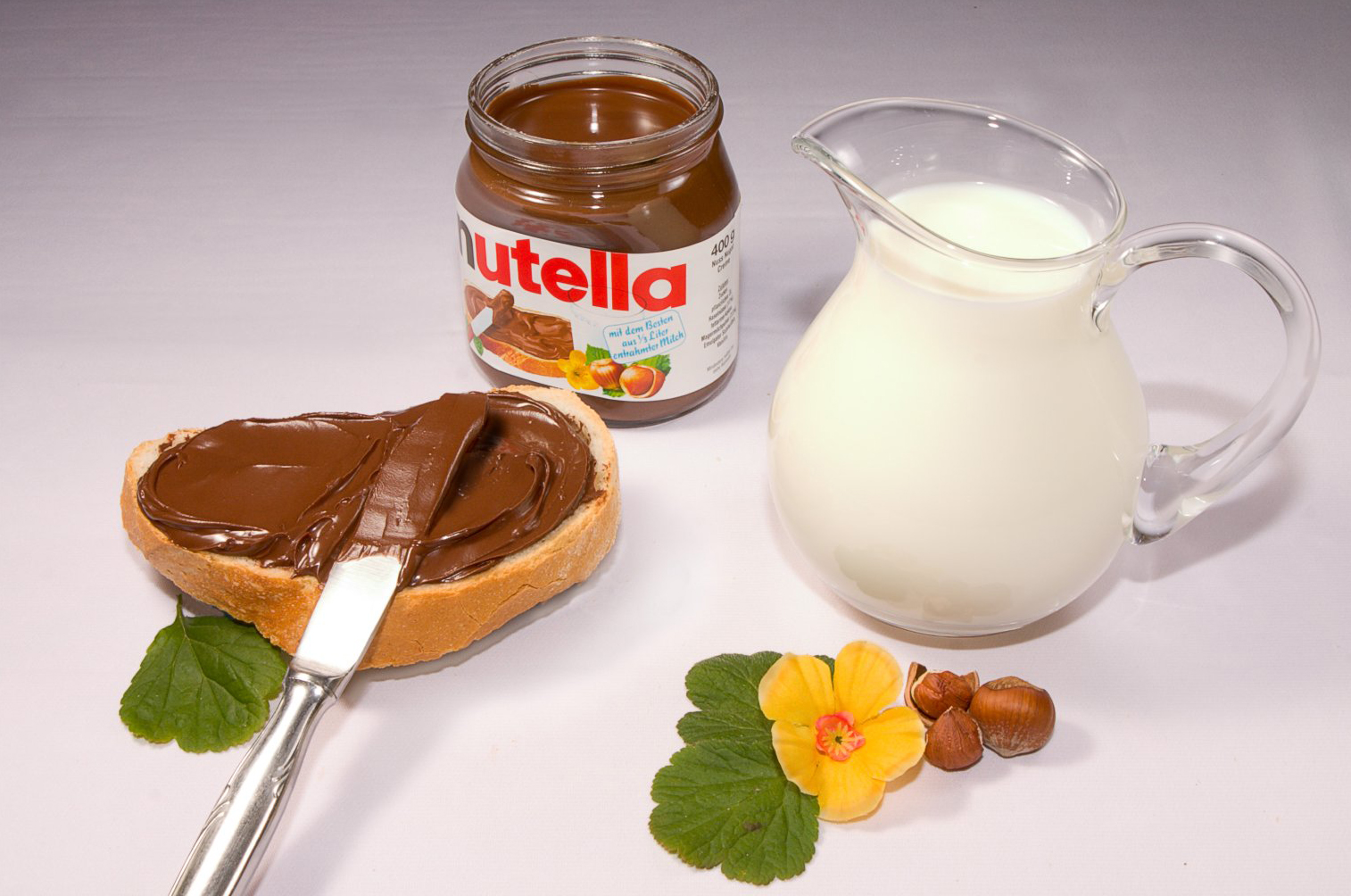
ヌテラの瓶（写真左）
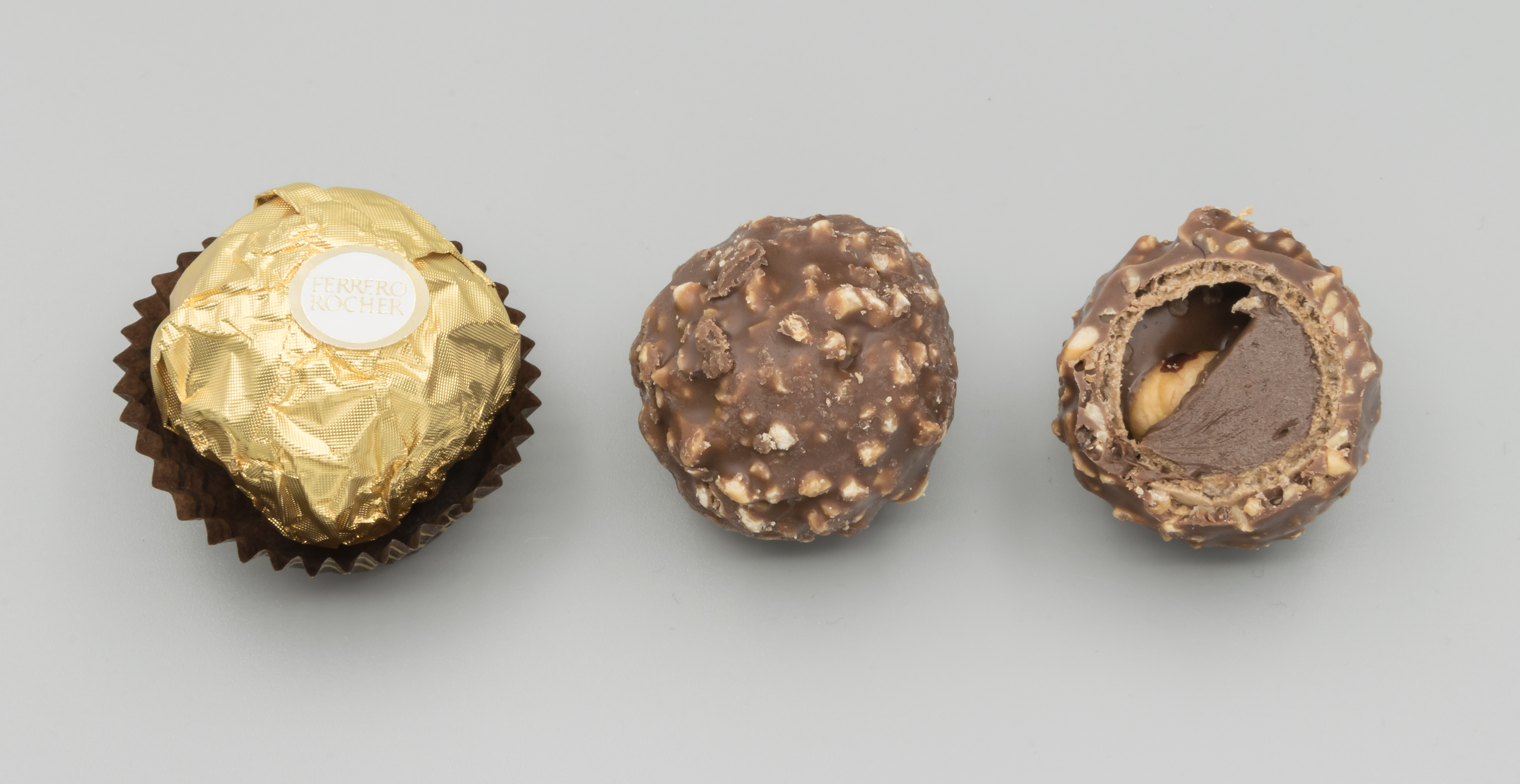
Ferrero Rocher
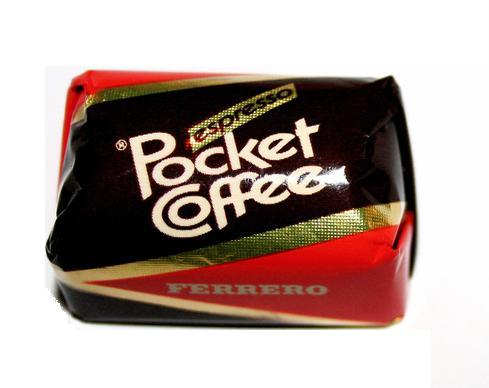
Pocket Coffee
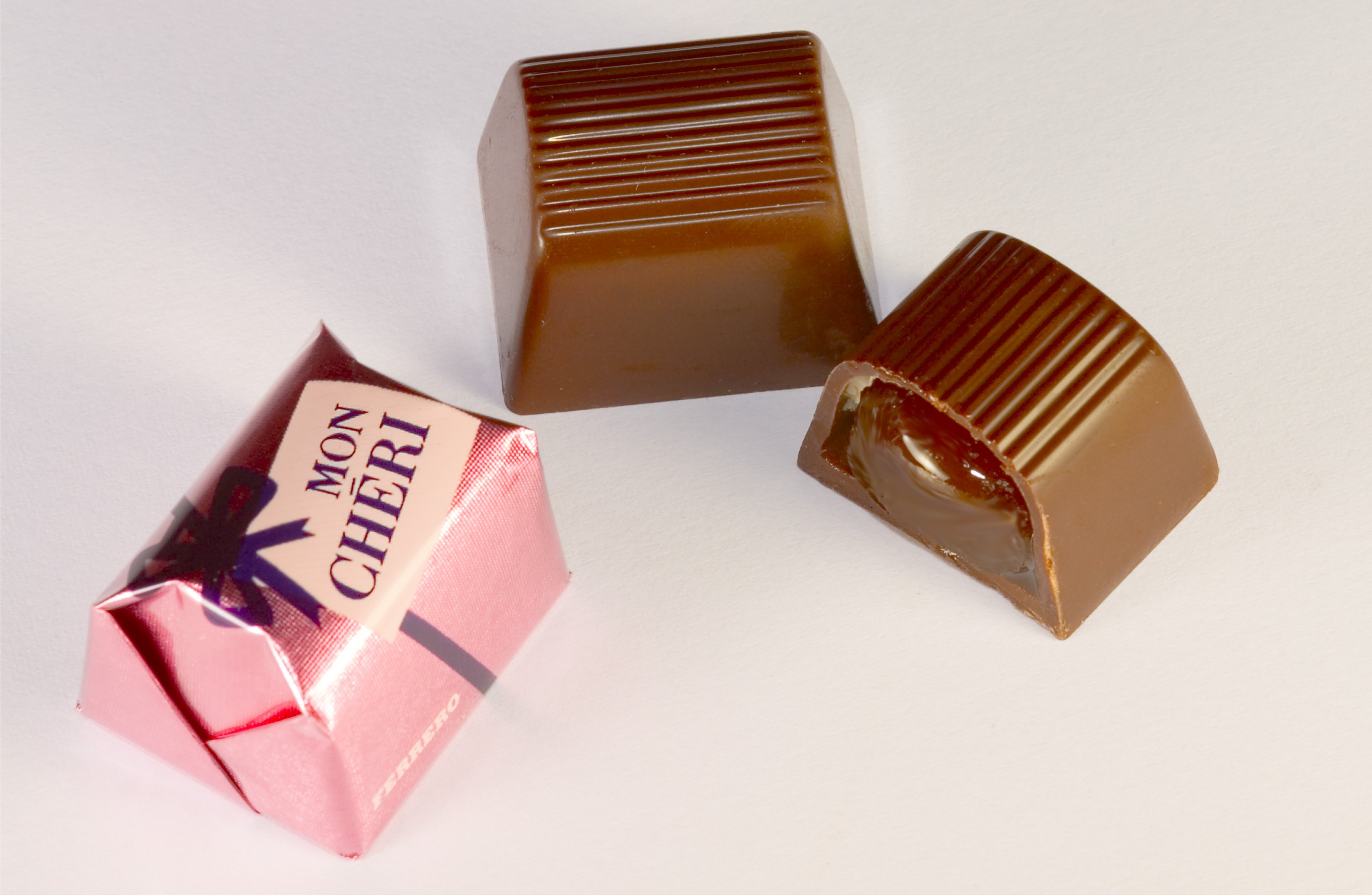
Mon Chéri
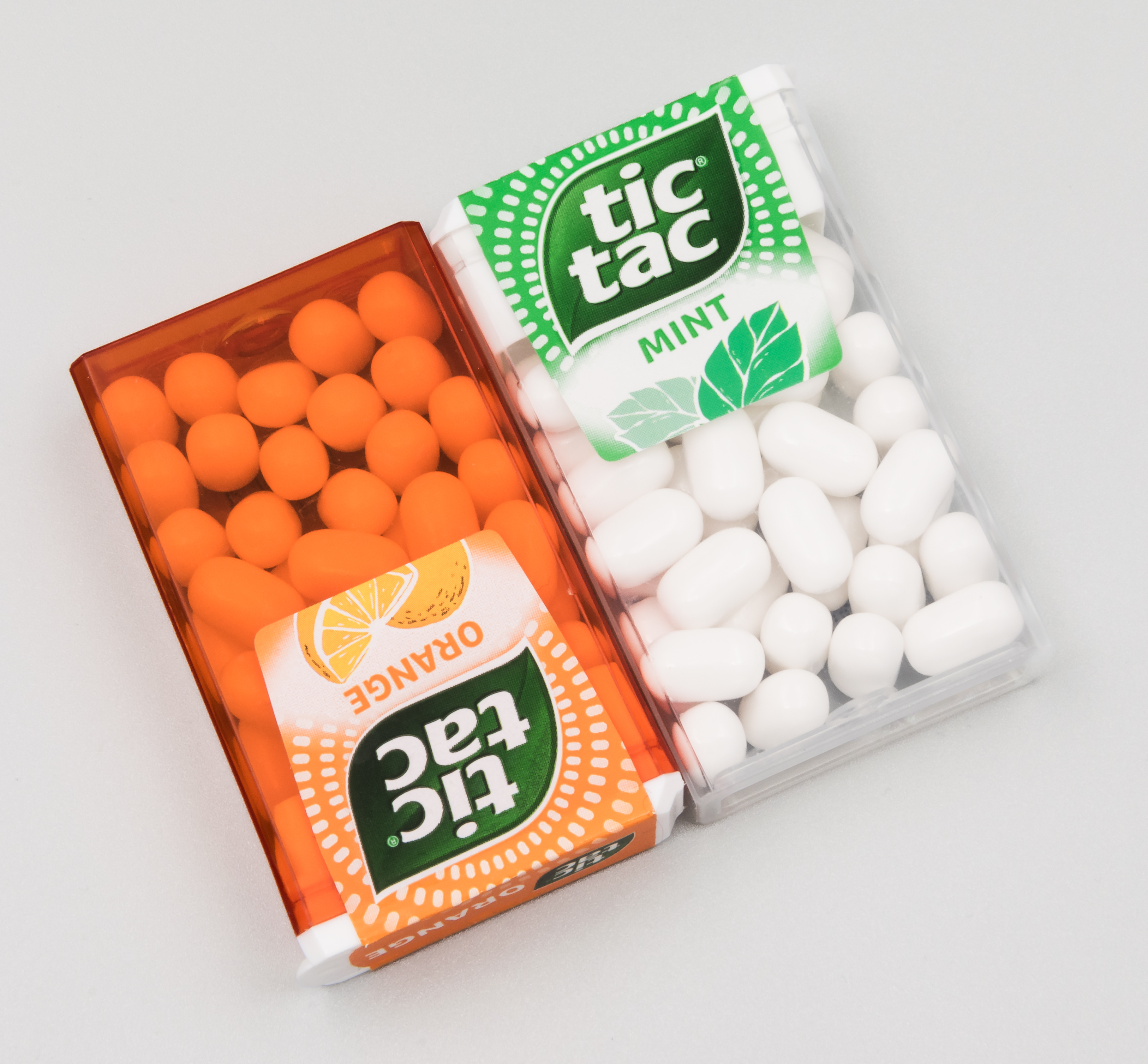
tic tac（イタリア語版）
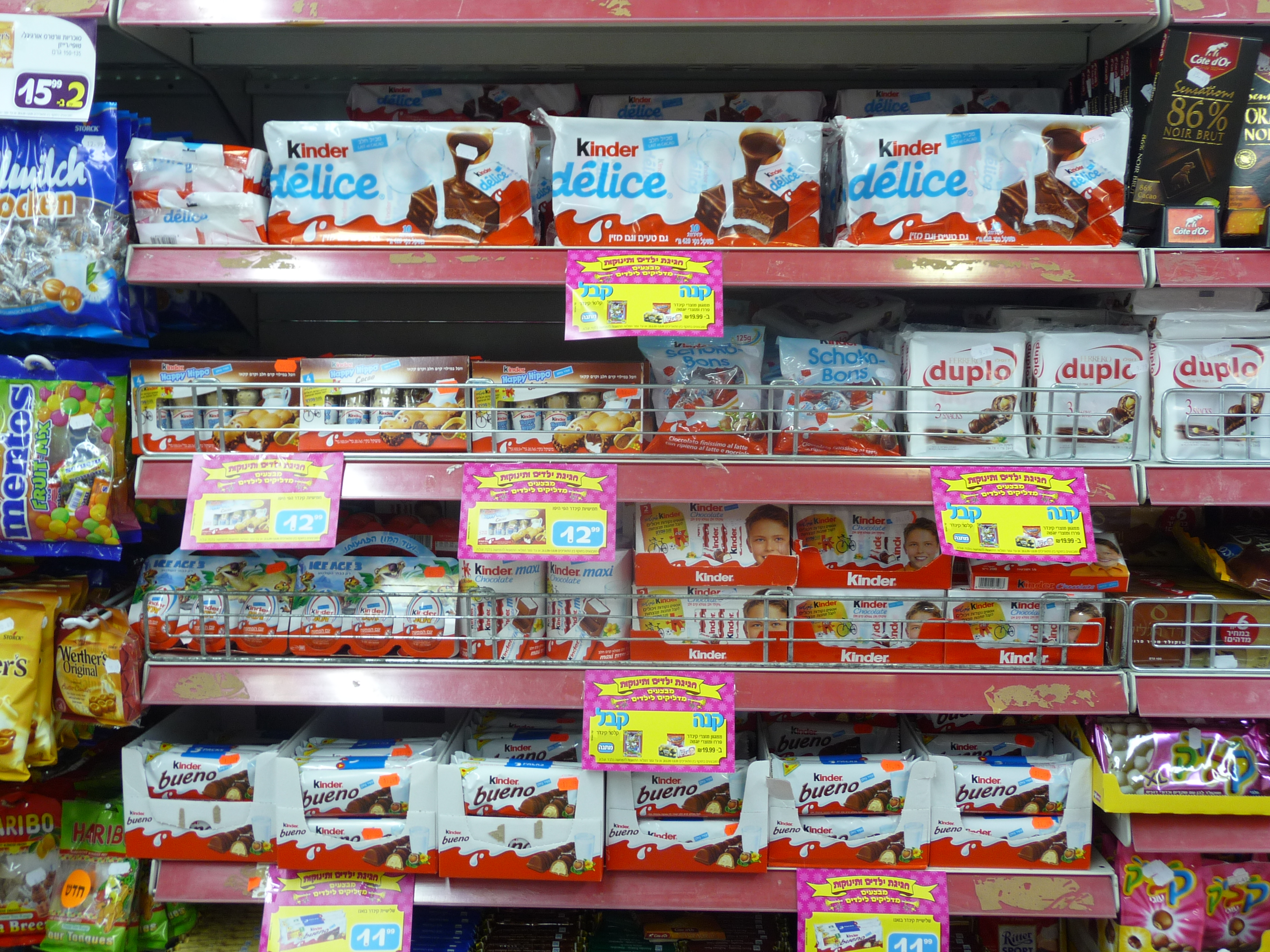
キンダーサプライズ